# Arna Ýr Jónsdóttir
Arna Ýr Jónsdóttir est une mannequin islandaise. Elle est élue Miss Islande en 2015. Elle a également obtenu de bons résultats en saut à la perche en catégories de jeunes.
Celle-ci a dû abandonner lors du Miss Grand International de 2016 à Las Vegas, lorsque les jurés l'ont jugée trop grosse pour concourir. Elle a toutefois été recrutée par la suite comme mannequin pour la marque Nike. En 2017, Arna participe à Miss Univers Islande 2017 et est élue pour participer à Las Vegas pour Miss Univers 2017. Celle-ci n'entrera pas dans le top 16 et dans le top 4 de l'Europe.

## Participation aux concours de beautés
| Concours internationaux/nationaux | Classement  |
| --------------------------------- | ----------- |
| Miss Univers Islande              | Gagnante    |
| Miss Grand Islande                | Gagnante    |
| Miss Univers 2017                 | Non classée |